# Deutereulophus chapadae
Deutereulophus chapadae är en stekelart som först beskrevs av William Harris Ashmead 1904.  Deutereulophus chapadae ingår i släktet Deutereulophus och familjen finglanssteklar. Inga underarter finns listade i Catalogue of Life.